# Championnat de Colombie de football 1989
Navigation
Saison précédente Saison suivante
La saison 1989 du Championnat de Colombie de football est la quarante-deuxième édition du championnat de première division professionnelle en Colombie. 
Le championnat est arrêté à la suite du meurtre d'un juge de touche, Álvaro Ortega le 15 novembre 1989 à Medellin. Il avait participé à l'arbitrage du match entre l'Independiente Medellin et l'América de Cali sous la direction de Jesús Díaz Palacio. L'enquête policière a montré que cet assassinat est lié à un pari de 750 000$ lors de la rencontre entre les deux mêmes équipes un peu plus tôt dans la saison, match perdu 3-2 par l'Independiente. 
L'annonce de la suspension du championnat, alors qu'il ne restait que quatre semaines de compétition a eu plusieurs conséquences au niveau sportif. Le titre de champion est laissé vacant et, par conséquent, aucun club colombien ne se qualifie pour la prochaine édition de la Copa Libertadores. 
Au niveau international, le football colombien a rayonné, avec pour la première fois de son histoire, le succès d'un club colombien en finale de la Copa Libertadores. L'Atlético Nacional, vice-champion la saison précédente, remporte le trophée en s'imposant face au club paraguayen d'Olimpia Asuncion. Ce titre permet à l'Atlético de pouvoir défendre son titre lors de la Copa Libertadores 1990 et d'être ainsi le seul club colombien participant.
La seule compétition ayant eu lieu cette année est la Copa Colombia, dont c'était seulement la sixième édition. Elle est remportée par l'Independiente Santa Fe qui bat en finale l'Unión Magdalena.

## Les clubs participants
| - Independiente Santa Fe - CD Los Millonarios - Deportes Tolima - Atlético Bucaramanga - Once Caldas - Independiente Medellin - Unión Magdalena - Sporting de Barranquilla | - Atlético Nacional - Deportivo Pereira - América de Cali - Cucuta Deportivo - Deportes Quindio - Deportivo Cali - Atlético Junior |